# 弗朗索瓦·佩鲁

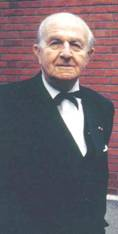
François Perroux.

弗朗索瓦·佩鲁（François Perroux，1903年12月9日—1987年6月2日），法国经济学家。曾执教于里昂大学(1928 - 1937)和巴黎大学(1935 - 1955)，最后被指定为法兰西公学院教授。1944年创立了应用经济科学研究所。
在他半个世纪的职业生涯中，他猛烈的批评了对第三世界的经济政策。他认为这些政策对发展中国家的独创性、文化、实体情况关注不够，过于注重数量、在理念上过于西化、过于以富裕的工业国为中心。他劝告第三世界人民利用好自己的文化、社会组织和资源，增强经济的内部一致性，降低外部主导作用。